# Grupo de reflexiones

Ejemplo de un grupo de reflexión: teselado del plano con triángulos equiláteros (3,3,3)

En teoría de grupos y en geometría, un grupo de reflexiones (o también grupo de reflexión) es un grupo discreto que se genera mediante un conjunto de reflexiones en un espacio euclídeo de dimensión finita. El grupo de simetría de un politopo regular o de un Teselado del espacio euclídeo mediante copias congruentes de un politopo regular es necesariamente un grupo de reflexiones. Los grupos de reflexiones también incluyen los grupos de Weyl y los grupos de Coxeter cristalográficos. Si bien el grupo ortogonal se genera mediante reflexiones (según el teorema de Cartan-Dieudonné), es un grupo continuo (de hecho, un grupo de Lie), pero no un grupo discreto, y generalmente se considera por separado.

## Definición
Sea E un espacio euclídeo de dimensión finita. Un grupo de reflexión finito es un subgrupo del grupo lineal general de E que se genera por un conjunto de reflexiones ortogonales a través de hiperplanos que pasan por el origen. Un grupo de reflexión afín es un subgrupo discreto del grupo afín de E, que se genera mediante un conjunto de reflexiones afines de E (sin el requisito de que los hiperplanos de reflexión pasen por el origen).
Las nociones correspondientes se pueden definir sobre otros cuerpos, lo que lleva al grupo de reflexiones complejo y elementos análogos de grupos de reflexión sobre un cuerpo finito.

## Ejemplos

### En el plano
En dos dimensiones, los grupos de reflexión finitos son los grupos diédricos, que se generan por reflexión respecto a dos rectas que forman un ángulo de {\displaystyle 2\pi /n} y corresponden al diagrama de Coxeter-Dynkin {\displaystyle I_{2}(n).}. Por el contrario, los grupos de puntos en dos dimensiones cíclicos no se generan por reflexiones, ni contienen ninguna, son subgrupos de índice 2 de un grupo diédrico.
Los grupos de reflexión infinitos incluyen los frisos {\displaystyle *\infty \infty } y {\displaystyle *22\infty } y los elementos del grupo del papel pintado {\displaystyle **}, {\displaystyle *2222}, {\displaystyle *333}, {\displaystyle *442} y {\displaystyle *632}. Si el ángulo entre dos rectas es un múltiplo irracional de pi, el grupo generado por las reflexiones en estas rectas es infinito y no discreto, y por lo tanto, no es un grupo de reflexiones.

### En el espacio
Los grupos de reflexión finitos son los grupos de puntos Cnv, Dnh y los grupos de simetría de los cinco sólidos platónicos. Los poliedros regulares duales (cubo y octaedro, así como dodecaedro e icosaedro) dan lugar a grupos de simetría isomórficos. La clasificación de grupos de reflexión finitos de 'R3 es una instancia de la clasificación ADE.

## Relación con los grupos Coxeter
Un grupo de reflexiones W admite un presentación de un tipo especial descubierta y estudiada por Harold Scott MacDonald Coxeter. Los reflejos en las caras de una "cámara" fija fundamental son generadores ri de W de orden 2. Todas las relaciones entre ellos se derivan formalmente de las relaciones
{\displaystyle (r_{i}r_{j})^{c_{ij}}=1,}
expresando el hecho de que el producto de las reflexiones ri y rj en dos hiperplanos Hi y Hj que se encuentran en un ángulo {\displaystyle \pi /c_{ij}} es un movimiento de rotación por el ángulo {\displaystyle 2\pi /c_{ij}} fijando el subespacio Hi ∩ Hj de la codimensión 2. Por lo tanto, visto como un grupo abstracto, cada grupo de reflexión es un grupo de Coxeter.

## Cuerpos finitos
Cuando se trabaja sobre cuerpos finitos, se define una reflexión como una correspondencia que fija un hiperplano (de lo contrario, por ejemplo, no habría reflexiones en la característica 2, como {\displaystyle -1=1}, las reflexiones son la identidad). Geométricamente, esto equivale a incluir cizallamientos en un hiperplano. Zalesskiĭ y Serežkin (1981) clasificó los grupos de reflexión sobre campos finitos de característica distinta de 2.

## Generalizaciones
También se han considerado grupos de isometría discretos de variedades de Riemann más generales generados por reflexiones. La clase más importante surge de los espacios simétricos de Riemann de rango 1: la n-esfera Sn, correspondiente a grupos de reflexión finitos, el espacio euclídeo 'Rn, correspondiente a
grupos de reflexión afines, y el espacio hiperbólico Hn, donde los grupos correspondientes se denominan grupos de reflexión hiperbólicos. En dos dimensiones, los grupos triangulares incluyen grupos de reflexiones de los tres tipos.

### Libros de texto
- Borovik, Alexandre; Borovik, Anna (2010), Mirrors and reflections : the geometry of finite reflection groups, New York: Springer, ISBN 9780387790664.
- Grove, L. C.; Benson, C. T. (1985), Finite reflection groups, Graduate Texts in Mathematics 99 (2nd edición), Springer-Verlag, New York, ISBN 0-387-96082-1, MR 777684, doi:10.1007/978-1-4757-1869-0.
- Humphreys, James E. (1992), Reflection groups and Coxeter groups, Cambridge University Press, ISBN 978-0-521-43613-7.